# 제이/프시 중간자
제이/프시 중간자(영어: J/ψ meson)는 맵시 쿼크와 맵시 반쿼크로 이루어진 벡터 중간자의 하나다. 순수하게 맵시 쿼크로만 만들어진 중간자 가운데 맵시 에타 중간자 다음으로 두 번째로 가볍다. 기호는 "J/ψ" (라틴 문자 제이와 그리스 문자 프시). 쿼크오늄의 일종이다.

## 역사
1970년에 미국의 셸던 글래쇼와 그리스의 이오아니스 일리오풀로스, 산마리노의 루치아노 마이아니(Luciano Maiani)는 맛깔을 바꾸는 붕괴를 설명하기 위하여 당시에 알려졌던 세 가지의 쿼크(위 쿼크, 아래 쿼크, 기묘 쿼크) 말고 제4의 쿼크의 존재를 예측하였는데 이를 맵시 쿼크라는 이름을 붙였다(이를 "GIM 메커니즘"이라고 부른다). 이후 1974년에는 이를 바탕으로 맵시 쿼크로만 이루어진 중간자의 존재가 예측되었다.
스탠퍼드 선형 가속기 센터의 버턴 릭터와 매사추세츠 공과대학교의 새뮤얼 팅이 1974년에 독자적으로 발견하였고 이 사실을 그해 11월 11일에 공동으로 발표하였다. 팅은 이 입자를 "제이"라고 이름붙였으며, 릭터는 "프시"로 이름붙였다. 결국 두 독립적임 발견을 모두 인정하여 "제이/프시"로 이름붙여졌다. 이 입자는 곧 예견된 맵시 쿼크로 이루어진 중간자임이 곧 밝혀졌다. 제이/프시의 발견은 맵시 쿼크의 존재를 증명하였고 이에 힘입어 학계는 곧 관련된 많은 이론적·실험적 성과를 이뤘다. 이 사건을 독일의 11월 혁명에 빗대 11월 혁명(November Revolution)이라고 부른다. 이 공로로 릭터와 팅은 1976년에 노벨 물리학상을 수상하였다.